# Денискевич, Николай Михайлович
Никола́й Миха́йлович Дениске́вич (26 апреля 1904, д. Закаблуки, Минская губерния — 29 октября 1937, Минск) — деятель ВКП(б), 2-й секретарь ЦК КП(б) Беларуси. Входил в состав особой тройки НКВД СССР.

## Биография
Николай Михайлович Денискевич родился 26 апреля 1904 года в деревне Закаблуки Минской губернии.
В 1921 году вступил в РКП(б), был направлен на комсомольскую работу. В 1925 году избран ответственным секретарём Оршанского районного комитета ЛКСМ Беларуси.
В 1930 году слушатель Курсов при ЦК ВКП(б).
В 1933—1934 годах заведующий Общим отделом ЦК КП(б) Беларуси. Далее, в 1934—1937 годах -
секретарь Лиозненского районного комитета, секретарь Гомельского городского комитета КП(б) Беларуси.
20 июня 1937 года постановлением I пленума ЦК КП(б) Беларуси избран 2-м секретарём и членом Бюро ЦК КП(б) Беларуси. 29 июля того же года постановлением III пленума ЦК КП(б) Беларуси освобождён от этих должностей. Указанный период отмечен вхождением в состав особой тройки, созданной по приказу НКВД СССР от 30.07.1937 № 00447 и активным участием в сталинских репрессиях.

## Завершающий этап
Арестован 26 июля 1937 г. Приговорён к ВМН ВКВС СССР 28 октября 1937 г. Обвинялся по ст.76, 70, 63 УК БССР, как один из руководителей контрреволюционной организации правых. Расстрелян в Минске во внутренней тюрьме НКВД 29 октября 1937 г. Реабилитирован 25 февраля 1956 г. ВКВС СССР.